# Mapuche

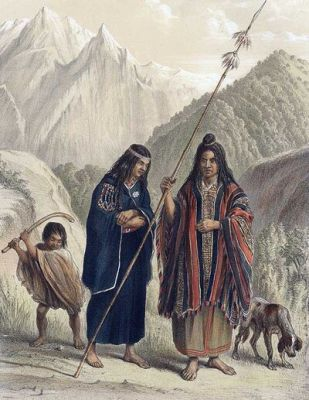
O familie mapuche. Tablou de Claudio Gay

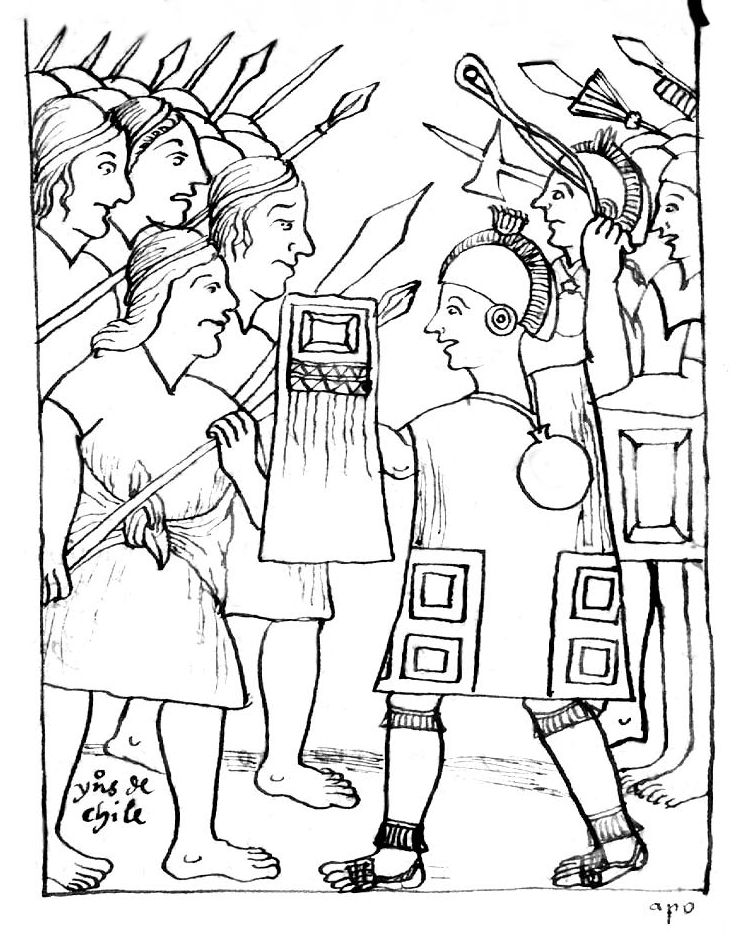
O luptă dintre araucani (la stânga) și incași (la dreapta). Desen de Huaman Poma de Ayala.

Mapuche [mapuce] sau araucanii sunt un grup de locuitori indigeni din centrul și sudul Chile de astăzi și sud-vestul Argentinei, inclusiv din Patagonia de astăzi. Acest termen colectiv se referă la o etnie largă compusă din diverse grupuri care împărtășeau o structură socială, religioasă și economică comună, precum și o moștenire lingvistică comună ca vorbitori ai limbii mapudungun. Influența lor se întindea odată din Valea Aconcagua până în Arhipelagul Chiloé și s-a extins mai târziu spre est până în Puelmapu, un ținut cuprinzând o parte din pampa argentiniană și Patagonia. Astăzi grupul reprezintă peste 80% din populația indigenă din Chile și aproximativ 9% din totalul populației chiliene. Mapuche sunt concentrați în special în regiunea Araucanía. Mulți au migrat din zonele rurale în orașele Santiago și Buenos Aires de dragul oportunităților economice.

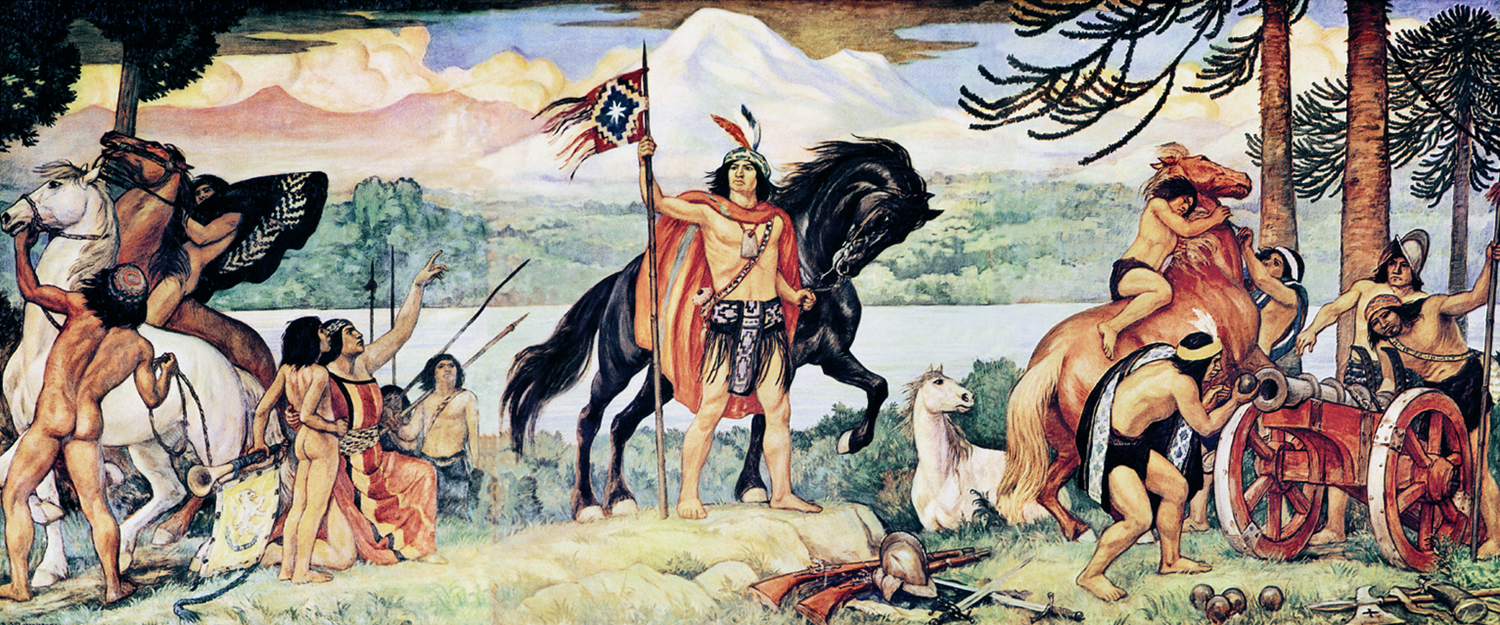
Tânăra căpetenie Lautaro. Tablou de Pedro Subercaseaux

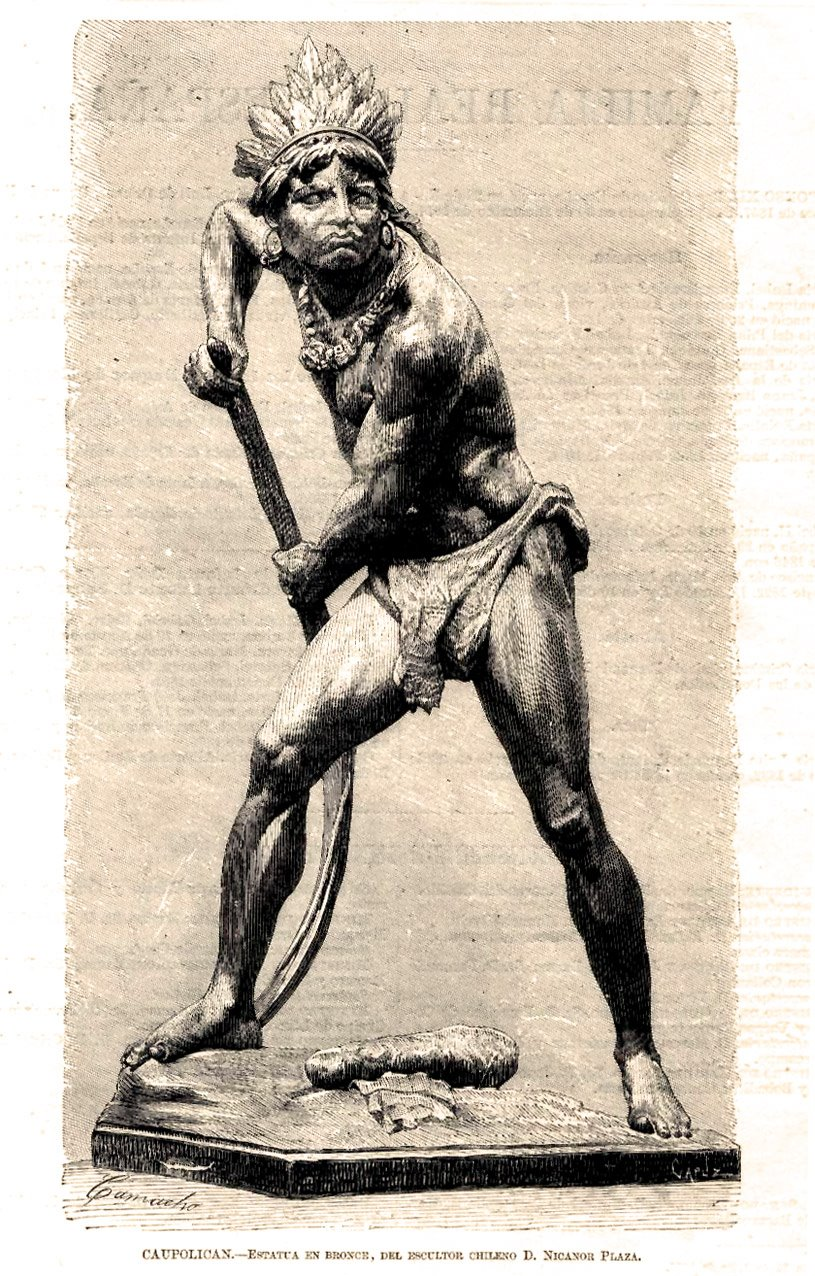
Căpetenia Caupolican. Gravura unei sculpturi de Nicanor Plaza

Economia tradițională araucană se baza pe agricultură; organizarea lor socială tradițională consta din familii extinse, în frunte cu un lonko sau căpetenie. Pe timp de război mapuche se uneau în grupuri mai mari și alegeau un toki (adică „secure” sau „purtător de secure”) care să-i conducă în luptă. Araucanii sunt renumiți pentru textilele și argintăria lor.

Vechiul drapel araucan

În momentul sosirii spaniolilor araucanii populau văile dintre râurile Itata și Toltén. La sud de ei huilliche și cunco trăiau până la arhipelagul Chiloé la sud. În secolele al XVII-lea, al XVIII-lea și al XIX-lea grupuri mapuche au migrat spre est în Anzi și pampa, fuzionând și stabilind relații cu poya și pehuenche. Cam în același timp grupurile etnice din regiunile pampei, puelche, ranquel și aonikenk de nord, au stabilit contacte cu grupurile mapuche. Tehuelche au adoptat limba mapuche și o parte din cultura lor, în cursul procesului numit araucanizare, când Patagonia a intrat sub suzeranitate mapuche efectivă.
Mapuche din zonele guvernate de spanioli, în special picunche, s-au amestecat în perioada colonială cu spaniolii, formând o populație metisă care și-a pierdut identitatea indigenă. Dar societatea mapuche din Araucania și Patagonia și-a păstrat independența până la sfârșitul secolului al XIX-lea, când Chile a ocupat Araucania și Argentina a cucerit Puelmapu. De atunci araucanii au devenit supuși, apoi cetățeni ai statelor respective. Astăzi mulți mapuche și comunități mapuche sunt implicați în așa-numitul conflict mapuche privind drepturile funciare și indigene atât în Argentina, cât și în Chile.